# دانیل سانجاتا
دانیل سانجاتا (به انگلیسی: Daniel Sunjata) (زاده ۳۰ دسامبر ۱۹۷۱) بازیگر آمریکایی است.
از فیلم‌های معروف او می‌توان به فیلم ارواح دوست دخترهای سابق و نسل ام... اشاره کرد.